# Heinzenberg, Rheinland-Pfalz
Heinzenberg är en kommun och ort i Landkreis Bad Kreuznach i förbundslandet Rheinland-Pfalz i Tyskland.
Kommunen ingår i kommunalförbundet Verbandsgemeinde Kirner Land tillsammans med ytterligare 20 kommuner.